# Błonka spiczastozarodnikowa
Błonka spiczastozarodnikowa (Athelia acrospora Jülich) – gatunek grzybów z rodziny błonkowatych (Atheliaceae).

## Systematyka i nazewnictwo
Pozycja w klasyfikacji według Index Fungorum: Athelia, Atheliaceae, Atheliales, Agaricomycetidae, Agaricomycetes, Agaricomycotina, Basidiomycota, Fungi.
Takson ten w 1972 roku opisał Walter Jülich. Nazwę polską zaproponował Władysław Wojewoda w 2003 r.

## Morfologia
Na podłożu tworzy cienką, białą błonkę. Strzępki subhymenium o szerokości 3–4 µm, bez sprzążek, pozostałe z rozproszonymi, rzadkimi sprżążkami. Podstawki 15 × 5 µm z 4 sterygmami. Komórki poniżej podstawek często poszerzone, z dwoma lub kilkoma bocznymi odgałęzieniami. Brak cystyd.
Bazydiospory o wymiarach 5–7 (9) × 2,5–3 µm, wąsko elipsoidalne, zwężające się ku podstawie, często sklejone w grupach po dwie lub cztery.

## Występowanie i siedlisko
Znane jest występowanie błonki spiczastozarodnikowej w Ameryce Północnej (w USA i Kanadzie), Europie, Azji (w Rosji), Australii i na Nowej Zelandii. W Polsce W. Wojewoda w 2003 r. przytacza jedno jej stanowisko (Puszcza Niepołomicka 1999) z uwagą, że rozprzestrzenienie tego gatunku i stopień jego zagrożenia nie są znane. W 2015 r. podano jego występowanie także w Kampinoskim Parku Narodowym.
Nadrzewny grzyb saprotroficzny. Występuje na martwym drewnie zarówno drzew liściastych, jak iglastych.

## Gatunki podobne
Błonka spiczastozarodnikowa charakteryzuje się rozproszonymi sprzążkami na strzępkach podstawek oraz kształtem i wielkością zarodników. Zarodniki są jednak zmienne i mogą być podobne do zarodników błonki zwodniczej Athelia decipiens. Gatunki te można rozróżnić na podstawie rozproszonych sprzążek przy strzępkach podstawek. Poza tym błonka spiczastozarodnikowa podobna jest do błonki nalistnej Athelia epiphylla i może być uważana za formę o wąskich zarodnikach w tym gatunku. Rodzaj Athelia wymaga dalszych badań. W acetokarminie jądra strzępek są łatwo widoczne. Strzępki i bazydiole są dikariotyczne i zarodniki otrzymują po jednym jądrze.